# Wretham
Wretham is een civil parish in het bestuurlijke gebied Breckland, in het Engelse graafschap Norfolk met 374 inwoners.